# Contea autonoma manciù di Qinglong
La contea autonoma manchu di Qinglong (青龙县S, Qīnglóng Mǎnzú Zìzhì XiànP) è una contea della Cina, situata nella provincia di Hebei e amministrata dalla prefettura di Qinhuangdao.